# Han Fei
Han Fei (em língua mandarim, 韓非; pinyin: Hán Fēi; Zhou Oriental, c. 280 — Qin, 233 a.C.), também conhecido como Han Feizi, foi um filósofo chinês que, junto com Li Si, Gongsun Yang, Shen Dao e Shen Buhai, desenvolveu a doutrina do legalismo, tornando-se assim um grande nome da tradição jurídica chinesa.

## Nome
"Han Fei" é seu nome, enquanto -zi (子, "Mestre") era, frequentemente, adicionado ao fim do nome de filósofos de forma honrosa. O título "Han Feizi" também é usado para se referir à coletânea composta pelos únicos 55 livros seus que sobreviveram até os dias de hoje.

## Biografia
Ao contrário do resto dos filósofos chineses da época, Han Fei era um membro da aristocracia regente, tendo nascido dentro da família regente do estado de Han durante o fim do Período dos Reinos Combatentes. Nesse contexto, seus trabalhos foram interpretados por estudiosos como sendo direcionados a seu primo, o Rei de Han. Han Fei era gagoː ao mesmo tempo em que isso o impediu de se expressar oralmente na corte do estado de Han, isso o levou a desenvolver um dos mais brilhantes estilos de escrita da  China Antiga. Han Fei se preocupava com a decadência do seu estado  natal, Han . Segundo ele, os filósofos confucionistas e moistas se perdiam em intermináveis discussões morais enquanto o país era assolado por bandos de cavaleiros que praticavam crimes. Han Fei tentou aconselhar o rei a resolver a situação através de seus escritos, que pregavam a estrita aplicação das leis, porém o rei não seguiu seus conselhos. Seus escritos impressionaram, ao invés disso, o rei de Qin (e futuro imperador da China) Qin Shihuang, que quis conhecer o autor dos textos. Lǐ Sī, antigo colega de Han Fei, reconheceu a autoria dos textos e chamou Han Fei à corte do estado de Qin em 234 a.C. Porém Yao Jia, que havia sido censurado por Han Fei, convenceu o imperador de que Han Fei, por pertencer à família Han, jamais seria inteiramente leal aos Qin. Como resultado, Han Fei foi preso e veio a morrer na prisão, ao ser induzido a tomar veneno por Lǐ Sī.

## Legalismo
Han Fei era um legalista. O legalismo assume que as pessoas são naturalmente más e agem sempre tentando evitar punições e, ao mesmo tempo, conseguir recompensas; portanto, a lei deve punir severamente qualquer um que atua da forma não desejada, e recompensar aqueles que atuam da forma desejada. Han Fei sintetizou as ideias de Shang Yang, Shen Buhai e Shen Dao, "emprestando" a ênfase nas leis, de Yang; a ênfase em técnica, de Buhai; e as ideias de profecia e autoridade, de Dao. A interpretação de Han Fei sobre o legalismo afirmava que o autocrata conseguiria atingir seus objetivos se dominasse esses três conceitos: sua posição de poder (勢, Shì); certas técnicas (術, Shù); e leis (法, Fǎ), como descrito em seu livro "Han Feizi".

## Trechos da coletânea Han Feizi
| “ | Nenhum país é permanentemente forte. Nenhum país é permanentemente fraco. Se os seguidores da lei são fortes, então o país é forte; se os seguidores da lei são fracos, então o país é fraco... Qualquer governante capaz de expulsar os criminosos e apoiar a lei terá seu povo seguro e seu estado em ordem; e qualquer governante capaz de atuar segundo a lei terá seu exército forte e seu inimigo fraco. Governar o estado pela lei é recompensar o certo e punir o errado. A lei não privilegia o nobre. Para manter, sob controle, os oficiais e o povo, para eliminar a obscenidade e o perigo, e para evitar a mentira e o engano, nada se compara à penalidade. Se a lei é clara, os superiores são estimados e não desafiados. Se os superiores não são desafiados, a soberania se fortalecerá e será capaz de manter o curso próprio do governo. Esta é a razão pela pela qual os antigos reis gostavam do legalismo e o legaram à posteridade. | ” |

| “ | Existem apenas dois meios pelos quais o governante controla seus ministrosː punição e recompensa. A infligir morte e tortura aos culpados, se chama punição. A encorajar e recompensar homens de mérito, se chama recompensa. | ” |